# Lepanthes wullschlaegelii
Lepanthes wullschlaegelii là một loài thực vật có hoa trong họ Lan. Loài này được Fawc. & Rendle mô tả khoa học đầu tiên năm 1909.